# دبليو. بينتون إيفانز
دبليو. بينتون إيفانز هو سياسي كندي، ولد في 18 يناير 1882 في فريدريكتون في كندا. حزبياً، نشط في الحزب التقدمي المحافظ في نيو برونزويك ‏. وقد انتخب عضو الجمعية التشريعية لنيو برونزويك ‏.